# Ruby Bridges (filme)
Ruby Bridges é um telefilme estadunidense de 1998, produzido pela Walt Disney Television e dirigido por Euzhan Palcy. É baseado na história real de Ruby Bridges, uma das primeiras estudantes negras a frequentar uma escola integrada em Nova Orleans, Louisiana, em 1960. Atualmente está disponível para streaming no Disney+.

## Elenco
- Chaz Monet como Ruby Bridges
- Penélope Ann Miller como Barbara Henry
- Kevin Pollak como Dr. Robert Coles
- Diana Scarwid como Srta. Woodmere
- Lela Rochon como Lucielle "Lucy" Bridges
- Michael Beach como Abon Bridges
- Jean Louisa Kelly como Jane Coles
- Peter Francis James como Dr. Broyard
- Patrika Darbo como Senhorita Spencer
- Toni Ann Johnson como Alma Broyard

## Recepção
O filme tem uma pontuação de 83% no site agregador de críticas Rotten Tomatoes, com base em 6 avaliações com uma classificação média de 6,6/10. O filme foi indicado a vários prêmios, incluindo um NAACP Image Awards. A escritora, Toni Ann Johnson, ganhou o Humanitas Prize de 1998 por seu roteiro.

## Controvérsia
Em 2023, o filme foi alvo de uma reclamação formal apresentada por um pai na Flórida, que alegou que o filme não era apropriado para alunos do segundo ano do ensino fundamental, porque poderia ensiná-los que "os brancos odeiam os negros". Um comitê formado por professores, pais, e um especialista em psicologia infantil, assistiram ao filme, discutiram sobre ele, e votaram a favor ou contra, assim como manda a política do distrito escolar,. A maioria chegou a conclusão que a produção é didática, e ensina os alunos sobre o racismo na sociedade usando um exemplo verídico e importante da história do país e dos direitos civis, e que o filme não poderia ser banido.